# 精神腫瘍学
精神腫瘍学（せいしんしゅようがく、英: Psycho-Oncology）は、がんと精神・心理との相互の影響を扱う学問である。英語からそのままサイコオンコロジーとも呼ばれる。もともと心理学（Psychology）と腫瘍学（Oncology）を組み合わせた造語で、1980年代に確立された。
大きく、がんという状態が本人や家族・医療者に与える精神・心理的影響を研究する目的と、精神・心理・社会的因子（家族、職場、地域、社会資源など）ががんの発症や罹患後に与える影響を研究する目的がある。
国立がん研究センター東病院の内富庸介医師によると、初発のがん患者の13～14%は適応障害、4～5%はうつ病を併発するという。再発時の場合は適応障害35%、うつ病7%とさらに増加する傾向にある。さらに末期がん患者になると半数が重度のうつ病に一度は罹患するという。その他心因によって起こる不眠や食欲不振、落ち込みなどに対し、精神医学的な治療を含めたサポートを提供し、がん患者や家族の心のケアにあたりクオリティ・オブ・ライフ（QOL）の向上を手助けするのが、精神腫瘍医（サイコオンコロジスト）である。
2010年段階で、常勤の精神腫瘍医（精神科医・心療内科医）が配置されている施設は、都道府県がん診療連携拠点病院では84%、地域がん診療連携拠点病院では65%となっている。

## 歴史
1977年にアメリカの癌専門病院であるメモリアル・スローン・ケタリング癌センターに精神科部門が設立したことに始まる。その後1980年代に世界保健機関（WHO）がQOLに関する専門会議を重ね、1986年に国際サイコオンコロジー学会（IPOS）が創設される運びとなり、サイコオンコロジーへの取り組みが本格的に開始された。日本では1986年に日本臨床精神腫瘍学会（JPOS, 後の日本サイコオンコロジー学会）が結成され、翌年の1987年に第1回学術大会が開催された。